# Cepora
Genre
Le genre Cepora regroupe des lépidoptères (papillons) de la famille des Pieridae et de la sous-famille des Pierinae présents en Australasie.

## Dénomination
Il a été nommé par Gustav Johan Billberg en 1820.
Synonyme : Huphina Moore, [1881].
Ils se nomment Gulls en anglais.

## Liste des espèces
- Cepora abnormis (Wallace, 1867); présent en Nouvelle-Guinée.
  - Cepora abnormis abnormis
  - Cepora abnormis euryxantha (Honrath, 1892)
- Cepora boisduvaliana C. & R. Felder, 1862.
  - Cepora boisduvaliana boisduvaliana
  - Cepora boisduvaliana balabonga Semper;
  - Cepora boisduvaliana cebuensis Schröder;
  - Cepora boisduvaliana cirta Fruhstorfer;
  - Cepora boisduvaliana semperi Staudinger;
  - Cepora boisduvaliana sibuyanensis Schröder;
- Cepora celebensis Rothschild, 1892.
- Cepora eperia (Boisduval, 1836).
  - Cepora eperia eperia
  - Cepora eperia foa Fruhstorfe
- Cepora judith (Fabricius, 1787).
  - Cepora judith judith
  - Cepora judith aga Fruhstorfer;
  - Cepora judith amalia Vollenhoven;
  - Cepora judith anaitis Fruhstorfer;
  - Cepora judith eirene (Doherty, 1891)
  - Cepora judith ethel Doherty;
  - Cepora judith hespera Butler;
  - Cepora judith jael (Wallace, 1867)
  - Cepora judith lea (Doubleday, 1846)
  - Cepora judith malaya (Fruhstorfer, 1899)
  - Cepora judith meridionalis Fruhstorfer;
  - Cepora judith montana Fruhstorfer;
  - Cepora judith naomi Wallace;
  - Cepora judith oberthueri Röber;
  - Cepora judith olga (Eschscholtz)
  - Cepora judith orantia Fruhstorfer;
  - Cepora judith orantia Fruhstorfer;
  - Cepora judith siamensis (Butler, 1899)
  - Cepora judith natuna Fruhstorfer;
  - Cepora judith phokaia Fruhstorfer;
  - Cepora judith poetelia Fruhstorfer;
  - Cepora judith rhemia Fruhstorfer;
  - Cepora judith selma Weymer;
  - Cepora judith talboti Corbet, 1937;
  - Cepora judith zisca Fruhstorfer;
- Cepora julia Doherty, 1891.
  - Cepora julia julia
  - Cepora julia calliparga Fruhstorfer
- Cepora laeta Hewitson, 1862.
- Cepora licaea (Fabricius, 1787).
- Cepora nadina (Lucas, 1852).
  - Cepora nadina nadina
  - Cepora nadina andamana Swinhoe;
  - Cepora nadina andersoni (Distant, 1885);
  - Cepora nadina cingala Moore;
  - Cepora nadina eunama (Fruhstorfer);
  - Cepora nadina fawcetti (Butler);
  - Cepora nadina hainanensis (Fruhstorfer, 1913);
  - Cepora nadina remba Moore;
- Cepora nerissa (Fabricius, 1775).
  - Cepora nerissa nerissa
  - Cepora nerissa cibyra Fruhstorfer;
  - Cepora nerissa coronis (Cramer, [1775])
  - Cepora nerissa corva (Wallace, 1867)
  - Cepora nerissa dapha (Moore, [1879])
  - Cepora nerissa evagete Cramer;
  - Cepora nerissa lichenosa Moore;
  - Cepora nerissa physkon Fruhstorfer;
  - Cepora nerissa phryne Fabricius;
  - Cepora nerissa sumatrana Hagen;
  - Cepora nerissa vaso (Doherty, 1891);
  - Cepora nerissa yunnanensis Mell;
- Cepora pactolicus (Butler, 1865).
- Cepora perimale (Donovan, 1805).
  - Cepora perimale perimale
  - Cepora perimale acrisa Boisduval;
  - Cepora perimale agnata Grose-Smith;
  - Cepora perimale babberica Fruhstorfer;
  - Cepora perimale bolana Fruhstorfer;
  - Cepora perimale chrysopis Fruhstorfer;
  - Cepora perimale consanguinea Butler;
  - Cepora perimale discolor Godman et Salvin;
  - Cepora perimale dohertyana (Grose-Smith, 1894)
  - Cepora perimale latilimbata (Butler, 1876)
  - Cepora perimale leucophorus Grose-Smith;
  - Cepora perimale macdonaldi Ribbe;
  - Cepora perimale maculata Grose-Smith;
  - Cepora perimale mithra Fruhstorfer;
  - Cepora perimale perictione Felder;
  - Cepora perimale pityna Fruhstorfer;
  - Cepora perimale pygmaea Röber;
  - Cepora perimale pitys Godart;
  - Cepora perimale quadricolor Godman et Salvin;
  - Cepora perimale radiata Howarth
  - Cepora perimale scyllara (Macleay, 1826)
  - Cepora perimale wallaceana (C. & R. Felder, 1865)
  - Cepora perimale wetterensis Grose-Smith;
- Cepora temena Hewitson, 1861.
  - Cepora temena temena
  - Cepora temena tamar Wallace
  - Cepora temena lenitas Fruhstorfer, 1910
  - Cepora temena hyele Fruhstorfer
- Cepora timnatha (Hewitson, 1862).
  - Cepora timnatha timnatha
  - Cepora timnatha aurulenta Furhstorfer;
  - Cepora timnatha filia Fruhstorfer;
  - Cepora timnatha filiola Fruhstorfer;
  - Cepora timnatha sorror Fruhstorfer;

### Source
- (en) funet